# Sandra Kälin (Fussballspielerin, 1987)
Sandra Kälin (* 21. Juni 1987 in Einsiedeln) ist eine ehemalige Schweizer Fussballspielerin, Fussballtrainerin und Beachsoccer-Nationalspielerin sowie jetzige Expertin und Instruktorin für den Schweizerischen Fussballverband SFV. Sie war Co-Trainerin der saudi-arabischen Fussballnationalmannschaft der Frauen.

## Biographie

### Spielerin
Nach ihren Jugendjahren beim FC Einsiedeln schaffte Sandra Kälin 2003 mit 16 Jahren den Aufstieg in die Super League. Beim FC Schwerzenbach (heute Grasshopper Club Zürich) wurde Kälin zur Stammspielerin und spielte auf dem linken Flügel. Nach vier Jahren wechselt Kälin zum SC Kriens (heute FC Luzern Frauen). Gemeinsam mit Monica Di Fonzo trug Kälin zum Aufstieg des Vereins von der Challenge in die Super League bei. 
Anfang 2008 erhielt Kälin mehrere Angebote aus den USA und entschied sich für die Lady Flames der Lee University in Tennessee und wurde mit dem Team 2008 NAIA Women's Soccer National Champion. Ein Jahr später wechselte Kälin zur Mannschaft der Carson-Newman University und wurde 2009 zur wertvollsten Spielerin des SAC Women's Soccer Tournament gekürt.
Zurück in der Schweiz spielte sie zunächst nahe ihrem Wohnort beim SC Schwyz und wurde dort in der Nationalliga B Torschützenkönigin und konnte dazu beitragen, dass das Team in der Saison 2010/2011 in die Nationalliga A aufstieg. Zuletzt wurde sie beim FC Basel unter Vertrag genommen und schaffte es in der Saison 2012/2013 in das Women's Cup Final. 
Nach ihrem Rücktritt vom Profifussball spielte Kälin für das Schweizer Beachsoccer Nationalteam, absolvierte dabei 7 Länderspiele für die Schweiz und gewann 2019 die EM-Bronzemedaille.

### Trainerin
Kälin besitzt die UEFA B Lizenz. Sie wurde vom Innerschweizerischen Fussballverband als Instruktorin und Expertin vorgeschlagen und schloss die Ausbildung 2021 ab. Kälin gehört zu den ersten 10 Frauen in der Schweiz, die überhaupt Trainer aus- und weiterbilden dürfen.
Im Jahr 2022 war sie Co-Trainerin der saudi-arabischen Fussballnationalmannschaft der Frauen und bestritt mit ihnen die ersten zwei offiziellen FIFA Länderspielen.